# Scotinotylus alpinus
Scotinotylus alpinus är en spindelart som först beskrevs av Banks 1896.  Scotinotylus alpinus ingår i släktet Scotinotylus och familjen täckvävarspindlar. Inga underarter finns listade i Catalogue of Life.